# Bloco do Eu Sozinho
Bloco do Eu Sozinho é o segundo álbum da banda brasileira Los Hermanos, lançado em 2001. Foi indicado ao Grammy Latino de melhor álbum de rock ou música alternativa em língua portuguesa.

## Lista de faixas
| N.º            | Título                                                | Duração |  |
| 1.             | "Todo Carnaval Tem Seu Fim" (Marcelo Camelo)          | 4:23    |  |
| 2.             | "A Flor" (Rodrigo Amarante, Marcelo Camelo)           | 3:27    |  |
| 3.             | "Retrato Pra Iaiá" (Rodrigo Amarante, Marcelo Camelo) | 3:57    |  |
| 4.             | "Assim Será" (Marcelo Camelo)                         | 3:36    |  |
| 5.             | "Casa Pré-Fabricada" (Marcelo Camelo)                 | 2:55    |  |
| 6.             | "Cadê Teu Suín-?" (Marcelo Camelo)                    | 2:35    |  |
| 7.             | "Sentimental" (Rodrigo Amarante)                      | 5:09    |  |
| 8.             | "Cher Antoine" (Rodrigo Amarante)                     | 2:29    |  |
| 9.             | "Deixa Estar" (Marcelo Camelo)                        | 3:30    |  |
| 10.            | "Mais Uma Canção" (Marcelo Camelo, Rodrigo Amarante)  | 4:11    |  |
| 11.            | "Fingi Na Hora Rir" (Marcelo Camelo)                  | 4:10    |  |
| 12.            | "Veja Bem Meu Bem" (Marcelo Camelo)                   | 4:40    |  |
| 13.            | "Tão Sozinho" (Marcelo Camelo)                        | 1:19    |  |
| 14.            | "Adeus Você" (Marcelo Camelo)                         | 2:58    |  |
| Duração total: | Duração total:                                        | 49:23   |  |

## Ficha técnica
- Marcelo Camelo – vocais (1, 2, 4-6, 8-12, 14), guitarra (1-9, 11-14), pandeiro (4), coro (8-10), violão (10), arranjos (3, 9)
- Rodrigo Amarante – vocais (2, 3, 7, 13), guitarra (1-9, 11-14), tamborim (4), coro (8-10), banjo, flauta doce (10), arranjos (1, 2, 6-9, 12)
- Rodrigo Barba – bateria (todas as faixas), coro (8-10)
- Bruno Medina – teclados (1-6, 8, 9, 11, 13, 14), piano (7, 8, 12), coro (8-10), escaleta (10, 12)
- Rafael Ramos – produtor

## Músicos convidados
- Alexandre Kassin – baixo (1-5, 7-9, 11, 12)
- Vittor Santos – trombone (1-4, 6, 8, 9, 12)
- Bidinho Spínola – trompete (1, 3, 4, 8, 9, 12)
- Bubu – trompete (2, 6, 12), flugehorn (2, 12), arranjos (1, 3, 6, 9, 10)
- Daniel Garcia – saxofone (3, 4, 9)
- Eduardo Morelenbaum – clarone (3, 4, 7, 9), clarinete (3, 4, 6, 7, 10), teclados (14), arranjos (4, 6, 14)
- Só Lins – bateria (4)
- De Souza – baixo (4)
- Castro Neves – guitarra (4)
- Cunha – agogô (4)
- Lenna Beauty – voz (7)
- Felipe Abrahão – coro (8-10)
- Eliézer Rodrigues – tuba (10)
- Rapudo – baixo (13)
- Michel Bessler – violino (14)
- Bernardo Bessler – violino (14)
- Andrea Ernest Dias – flauta (14)
- Marie Christine Springuel – viola de Arco (14)
- Jaques Morelenbaum – violoncelo (14)